# Светско првенство у хокеју на леду 2014 — Дивизија I
Светско првенство дивизије I 2014. у хокеју на леду у организацији Међународне хокејашке федерације одржано је по 14. пут у периоду од 20. до 26. априла 2014, као друго и треће квалитативно такмичење националних селекција. Учествовало је 12 екипа подељених у две квалитетне групе са по 6 тимова.
Такмичења у оквиру групе А одржана су у граду Којану у Јужној Кореји, док су се утакмице групе Б одигравале у граду Вилњусу у Литванији.
Победник групе А је селекција Словеније којој је то 6. титула у овом рангу такмичења, док је прво место у групи Б освојила селекција Пољске. Словенија је као победница групе А заједно са другопласираном селекцијом Аустрије изборила пласман на светско првенство елитне групе за 2015, док ће Пољска наредне сезоне наступати у групи А ове дивизије. Из групе А је испала селекција Јужне Кореје, док је најслабија у групи Б била селекција Румуније.

## Учесници
На првенству учествује 12 националних селекција подељених у две квалитетне скупине са по 6 екипа, од којих су 10 из Европе и две из Азије.
Новајлије на првенству у 2013. су селекције Аустрија и Словенија које су 2013. испале из елитне групе и које су се такмичиле у групи А, те Хрватске која је победила на првенству друге дивизије 2013. године и која се такмичила у групи Б.
Група А
| Репрезентација | Резултат у 2013. години                        |
| -------------- | ---------------------------------------------- |
| Аустрија       | 15. место у елитној групи (испали у нижи ранг) |
| Словенија      | 16. место у елитној групи (испали у нижи ранг) |
| Мађарска       | 3. место у Дивизији I група А                  |
| Јапан          | 4. место у Дивизији I група А                  |
| Јужна Кореја   | домаћини, 5. место у Дивизији I група А        |
| Украјина       | 1. место у Дивизији I група Б                  |

Група Б
| Репрезентација       | Резултат у 2013. години                                  |
| -------------------- | -------------------------------------------------------- |
| Уједињено Краљевство | 6. место у Дивизији I група А (испали у нижи ранг)       |
| Пољска               | 2. место у Дивизији I група Б                            |
| Холандија            | 3. место у Дивизији I група Б                            |
| Румунија             | 4. место у Дивизији I група Б                            |
| Литванија            | домаћини, 5. место у Дивизији I група Б                  |
| Хрватска             | 1. место у Дивизији II група А (промовисани у виши ранг) |

## Турнир групе А
Такмичење у групи А одржавало се паралелно са оним у групи Б у периоду између 20—26. априла 2014, а све утакмице играле су се у леденој дворани у граду Којану (северозападно од Сеула) у Јужној Кореји. Две првопласиране селекције у групи обезбедиле су пласман у виши ранг такмичења, на светско првенство елитне групе 2015., док ће последње пласирана селекција наредне године играти у групи Б прве дивизије.
Списак судија делегираних на такмичењу у овој групи:

### Резултати групе А
Сатница је по локалном времену (УТЦ+9)
| 20. април 2014. 12:30 | Украјина | 2 : 3 (про) (1:2, 1:0, 0:0; 0:1) | Аустрија | Ледена дворана Којан, Којан Посетилаца: 2.371 |

| Извор  | Извор         | Извор | Извор | Извор |
| ------ | ------------- | ----- | ----- | ----- |
|        |               |       |       |       |
|        |               |       |       |       |
| 18 мин | Искључења     | 8 мин |       |       |
| 24     | Шутеви на гол | 25    |       |       |

| 20. април 2014. 16:00 | Јапан | 2 : 1 (0:0, 0:1, 2:0) | Словенија | Ледена дворана Којан, Којан Посетилаца: 2.333 |

| Извор  | Извор         | Извор  | Извор | Извор |
| ------ | ------------- | ------ | ----- | ----- |
|        |               |        |       |       |
|        |               |        |       |       |
| 12 мин | Искључења     | 10 мин |       |       |
| 15     | Шутеви на гол | 27     |       |       |

| 20. април 2014. 19:30 | Јужна Кореја | 4 : 7 (0:2, 1:3, :) | Мађарска | Ледена дворана Којан, Којан Посетилаца: 2.775 |

| Извор  | Извор         | Извор  | Извор | Извор |
| ------ | ------------- | ------ | ----- | ----- |
|        |               |        |       |       |
|        |               |        |       |       |
| 37 мин | Искључења     | 14 мин |       |       |
| 28     | Шутеви на гол | 34     |       |       |

| 21. април 2014. 12:30 | Аустрија | 4 : 1 (0:1, 1:0, 3:0) | Јапан | Ледена дворана Којан, Којан Посетилаца: 1.616 |

| Извор | Извор         | Извор  | Извор | Извор |
| ----- | ------------- | ------ | ----- | ----- |
|       |               |        |       |       |
|       |               |        |       |       |
| 8 мин | Искључења     | 28 мин |       |       |
| 39    | Шутеви на гол | 22     |       |       |

| 21. април 2014. 16:00 | Мађарска | 0 :3 (0:1, 0:2, 0:0) | Украјина | Ледена дворана Којан, Којан Посетилаца: 1.712 |

| Извор  | Извор         | Извор | Извор | Извор |
| ------ | ------------- | ----- | ----- | ----- |
|        |               |       |       |       |
|        |               |       |       |       |
| 20 мин | Искључења     | 8 мин |       |       |
| 15     | Шутеви на гол | 40    |       |       |

| 21. април 2014. 19:30 | Словенија | 4 : 0 (2:0, 2:0, 0:0) | Јужна Кореја | Ледена дворана Којан, Којан Посетилаца: 2.347 |

| Извор  | Извор         | Извор  | Извор | Извор |
| ------ | ------------- | ------ | ----- | ----- |
|        |               |        |       |       |
|        |               |        |       |       |
| 26 мин | Искључења     | 12 мин |       |       |
| 33     | Шутеви на гол | 32     |       |       |

| 23. април 2014. 12:30 | Словенија | 2 : 0 (0:0, 2:0, 0:0) | Мађарска | Ледена дворана Којан, Којан Посетилаца: 1.670 |

| Извор | Извор         | Извор | Извор | Извор |
| ----- | ------------- | ----- | ----- | ----- |
|       |               |       |       |       |
|       |               |       |       |       |
| 6 мин | Искључења     | 6 мин |       |       |
| 25    | Шутеви на гол | 16    |       |       |

| 23. април 2014. 16:00 | Украјина | 2 : 3 (1:2, 0:0, 1:1) | Јапан | Ледена дворана Којан, Којан Посетилаца: 1.656 |

| Извор | Извор         | Извор  | Извор | Извор |
| ----- | ------------- | ------ | ----- | ----- |
|       |               |        |       |       |
|       |               |        |       |       |
| 8 мин | Искључења     | 20 мин |       |       |
| 26    | Шутеви на гол | 24     |       |       |

| 23. април 2014. 19:30 | Аустрија | 7 : 4 (5:4, 0:0, 2:0) | Јужна Кореја | Ледена дворана Којан, Којан Посетилаца: 2.647 |

| Извор  | Извор         | Извор  | Извор | Извор |
| ------ | ------------- | ------ | ----- | ----- |
|        |               |        |       |       |
|        |               |        |       |       |
| 12 мин | Искључења     | 22 мин |       |       |
| 37     | Шутеви на гол | 29     |       |       |

| 24. април 2014. 12:30 | Словенија | 5 : 3 (2:0, 0:2, 3:1) | Украјина | Ледена дворана Којан, Којан Посетилаца: 1.698 |

| Извор | Извор         | Извор  | Извор | Извор |
| ----- | ------------- | ------ | ----- | ----- |
|       |               |        |       |       |
|       |               |        |       |       |
| 8 мин | Искључења     | 16 мин |       |       |
| 38    | Шутеви на гол | 16     |       |       |

| 24. април 2014. 16:00 | Мађарска | 4 : 5 (0:0, 3:3, 1:1; 0:1) | Аустрија | Ледена дворана Којан, Којан Посетилаца: 1.720 |

| Извор | Извор         | Извор  | Извор | Извор |
| ----- | ------------- | ------ | ----- | ----- |
|       |               |        |       |       |
|       |               |        |       |       |
| 4 мин | Искључења     | 14 мин |       |       |
| 38    | Шутеви на гол | 26     |       |       |

| 24. април 2014. 19:30 | Јапан | 4 : 2 (3:0, 1:0, 0:2) | Јужна Кореја | Ледена дворана Којан, Којан Посетилаца: 2.949 |

| Извор | Извор         | Извор  | Извор | Извор |
| ----- | ------------- | ------ | ----- | ----- |
|       |               |        |       |       |
|       |               |        |       |       |
| 8 мин | Искључења     | 12 мин |       |       |
| 26    | Шутеви на гол | 30     |       |       |

| 26. април 2014. 12:30 | Мађарска | 5 : 4 (пен) (1:1, 2:2, 1:1) | Јапан | Ледена дворана Којан, Којан Посетилаца: 1.878 |

| Извор  | Извор         | Извор | Извор | Извор |
| ------ | ------------- | ----- | ----- | ----- |
|        |               |       |       |       |
|        |               |       |       |       |
| 20 мин | Искључења     | 4 мин |       |       |
| 31     | Шутеви на гол | 24    |       |       |

| 26. април 2014. 16:00 | Аустрија | 1 : 3 (0:0, 1:1, 0:2) | Словенија | Ледена дворана Којан, Којан Посетилаца: 1.923 |

| Извор | Извор         | Извор | Извор | Извор |
| ----- | ------------- | ----- | ----- | ----- |
|       |               |       |       |       |
|       |               |       |       |       |
| 6 мин | Искључења     | 8 мин |       |       |
| 20    | Шутеви на гол | 22    |       |       |

| 26. април 2014. 19:30 | Јужна Кореја | 2 : 8 (0:2, 0:3, 2:3) | Украјина | Ледена дворана Којан, Којан Посетилаца: 2.527 |

| Извор | Извор         | Извор | Извор | Извор |
| ----- | ------------- | ----- | ----- | ----- |
|       |               |       |       |       |
|       |               |       |       |       |
| 6 мин | Искључења     | 6 мин |       |       |
| 30    | Шутеви на гол | 37    |       |       |

|  | Пласман у Елитну групу у 2015.           |
|  | Пласман у прву дивизију група Б, у 2015. |

| #  | Репрезентација | Ут | П | Ппр | Ипр | И | ГД | ГП | ГР  | Бод |
| -- | -------------- | -- | - | --- | --- | - | -- | -- | --- | --- |
| 1. | Словенија      | 5  | 4 | 0   | 0   | 1 | 15 | 6  | +9  | 12  |
| 2. | Аустрија       | 5  | 2 | 2   | 0   | 1 | 20 | 14 | +6  | 10  |
| 3. | Јапан          | 5  | 3 | 0   | 1   | 1 | 14 | 14 | 0   | 10  |
| 4. | Украјина       | 5  | 2 | 0   | 1   | 2 | 18 | 13 | +3  | 7   |
| 5. | Мађарска       | 5  | 1 | 1   | 1   | 2 | 16 | 18 | -2  | 6   |
| 6. | Јужна Кореја   | 5  | 0 | 0   | 0   | 5 | 14 | 34 | -20 | 0   |

#### Идеална постава турнира
| - Појединачне награде према органитационом одбору турнира - Најбољи голман: Јутака Фукуфуџи - Најбољи одбрамбени играч: Доминик Хајнрих - Најбољи нападач: Јан Муршак Извор: | - Идеална постава турнира према спортским новинарима - Најкориснији играч турнира: Лука Грачнар - Голман: Лука Грачнар - Одбрана: Доминик Хајнрих; Мартон Вас - Напад: Брајан Леблер; Томас Кох; Јан Урбас Извор: |

#### Најефикаснији играчи
Листа је формирана на основу укупног броја освојених поена, а тек онда на основу броја постигнутих голова.
| Хокејаш              | Ута. | Гол | Асис | Бод | +/− | Мин. | Поз |
| -------------------- | ---- | --- | ---- | --- | --- | ---- | --- |
| Томас Кох            | 5    | 0   | 10   | 10  | +4  | 4    | Н   |
| Брајан Леблер        | 5    | 6   | 3    | 9   | +5  | 0    | Н   |
| Томас Хундертпфунд   | 5    | 4   | 4    | 8   | +5  | 2    | Н   |
| Роман Благи          | 5    | 3   | 5    | 8   | +5  | 2    | Н   |
| Јан Урбас            | 5    | 5   | 2    | 7   | +7  | 2    | Н   |
| Александар Матерухин | 5    | 4   | 3    | 7   | +1  | 2    | Н   |
| Ким Ки-сунг          | 5    | 2   | 5    | 7   | −1  | 2    | Н   |
| Иштван Барталис      | 5    | 5   | 1    | 6   | 0   | 0    | Н   |
| Доминик Хајнрих      | 5    | 4   | 2    | 6   | +1  | 2    | О   |
| Брок Радунски        | 5    | 3   | 3    | 6   | −2  | 10   | Н   |

Извор: 

#### Голманска статистика
На листи се налази 5 најуспешнијих голамана базирано на проценту њихових одбрана (одиграли најмање 40% целокупног времена свог тима).
| Голман            | Мин.   | ПГ | ППГ  | ШНГ | О%    | БПГ |
| ----------------- | ------ | -- | ---- | --- | ----- | --- |
| Лука Грачнар      | 240:00 | 4  | 1.00 | 99  | 95.96 | 2   |
| Јутака Фукуфуџи   | 287:36 | 11 | 2.29 | 144 | 92.36 | 0   |
| Бернард Старкбаум | 304:31 | 14 | 2.76 | 133 | 89.47 | 0   |
| Сергеј Хајдученко | 240:52 | 11 | 2.74 | 102 | 89.22 | 1   |
| Золтан Хетењи     | 306:20 | 18 | 3.53 | 147 | 87.76 | 0   |

Извор: 

## Турнир групе Б
Такмичење у групи Б одржавало се паралелно са оним у групи А у периоду између 20—26. априла 2014, а све утакмице играле су се у леденој Сименс арени у граду Вилњусу у Литванији. Првопласирана селекција у групи обезбедила је пласман у виши ранг такмичења, у групи А прве дивизије, док ће последње пласирана селекција наредне године играти у групи А друге дивизије.
Списак судија делегираних на такмичењу у овој групи:

### Резултати групе А
Сатница је по локалном времену (УТЦ+3)
| 20. април 2014. 13:00 | Хрватска | 4 : 0 (2:0, 1:0, 1:0) | Уједињено Краљевство | Сименс арена, Вилњус Посетилаца: 792 |

| Извор  | Извор         | Извор | Извор | Извор |
| ------ | ------------- | ----- | ----- | ----- |
|        |               |       |       |       |
|        |               |       |       |       |
| 18 мин | Искључења     | 8 мин |       |       |
| 18     | Шутеви на гол | 33    |       |       |

| 20. април 2014. 16:30 | Румунија | 0 : 7 (0:2, 0:3, 0:2) | Пољска | Сименс арена, Вилњус Посетилаца: 809 |

| Извор | Извор         | Извор | Извор | Извор |
| ----- | ------------- | ----- | ----- | ----- |
|       |               |       |       |       |
|       |               |       |       |       |
| 8 мин | Искључења     | 8 мин |       |       |
| 14    | Шутеви на гол | 36    |       |       |

| 20. април 2014. 20:00 | Литванија | 4 : 0 (1:0, 0:0, 3:0) | Холандија | Сименс арена, Вилњус Посетилаца: 4.425 |

| Извор  | Извор         | Извор | Извор | Извор |
| ------ | ------------- | ----- | ----- | ----- |
|        |               |       |       |       |
|        |               |       |       |       |
| 10 мин | Искључења     | 8 мин |       |       |
| 32     | Шутеви на гол | 23    |       |       |

| 21. април 2014. 13:00 | Уједињено Краљевство | 4 : 1 (0:0, 2:0, 2:1) | Румунија | Сименс арена, Вилњус Посетилаца: 739 |

| Извор | Извор         | Извор  | Извор | Извор |
| ----- | ------------- | ------ | ----- | ----- |
|       |               |        |       |       |
|       |               |        |       |       |
| 8 мин | Искључења     | 14 мин |       |       |
| 47    | Шутеви на гол | 26     |       |       |

| 21. април 2014. 16:30 | Холандија | 0 : 4 (0:2, 0:2, 0:0) | Хрватска | Сименс арена, Вилњус Посетилаца: 984 |

| Извор | Извор         | Извор  | Извор | Извор |
| ----- | ------------- | ------ | ----- | ----- |
|       |               |        |       |       |
|       |               |        |       |       |
| 6 мин | Искључења     | 10 мин |       |       |
| 24    | Шутеви на гол | 28     |       |       |

| 21. април 2014. 20:00 | Пољска | 3 : 2 (1:0, 1:1, 1:1) | Литванија | Сименс арена, Вилњус Посетилаца: 6.138 |

| Извор  | Извор         | Извор | Извор | Извор |
| ------ | ------------- | ----- | ----- | ----- |
|        |               |       |       |       |
|        |               |       |       |       |
| 14 мин | Искључења     | 6 мин |       |       |
| 30     | Шутеви на гол | 35    |       |       |

| 23. април 2014. 13:00 | Пољска | 5 : 1 (0:0, 1:0, 4:1) | Холандија | Сименс арена, Вилњус Посетилаца: 707 |

| Извор  | Извор         | Извор  | Извор | Извор |
| ------ | ------------- | ------ | ----- | ----- |
|        |               |        |       |       |
|        |               |        |       |       |
| 10 мин | Искључења     | 12 мин |       |       |
| 45     | Шутеви на гол | 20     |       |       |

| 23. април 2014. 16:30 | Хрватска | 4 : 3 (пен) (0:1, 1:1, 2:1; 0:0; 0:1) | Румунија | Сименс арена, Вилњус Посетилаца: 1.011 |

| Извор  | Извор         | Извор  | Извор | Извор |
| ------ | ------------- | ------ | ----- | ----- |
|        |               |        |       |       |
|        |               |        |       |       |
| 12 мин | Искључења     | 14 мин |       |       |
| 39     | Шутеви на гол | 22     |       |       |

| 23. април 2014. 20:00 | Уједињено Краљевство | 1 : 2 (0:1, 1:1, 0:0) | Литванија | Сименс арена, Вилњус Посетилаца: 6.312 |

|       |               |       |  |  |
|       |               |       |  |  |
| 8 мин | Искључења     | 6 мин |  |  |
| 23    | Шутеви на гол | 15    |  |  |

| 24. април 2014. 13:00 | Пољска | 4 : 1 (1:0, 1:1, 2:0) | Хрватска | Сименс арена, Вилњус Посетилаца: 808 |

| Извор | Извор         | Извор | Извор | Извор |
| ----- | ------------- | ----- | ----- | ----- |
|       |               |       |       |       |
|       |               |       |       |       |
| 6 мин | Искључења     | 6 мин |       |       |
| 38    | Шутеви на гол | 17    |       |       |

| 24. април 2014. 16:30 | Холандија | 3 : 4 (1:2, 0:1, 2:1) | Уједињено Краљевство | Сименс арена, Вилњус Посетилаца: 997 |

| Извор  | Извор         | Извор  | Извор | Извор |
| ------ | ------------- | ------ | ----- | ----- |
|        |               |        |       |       |
|        |               |        |       |       |
| 20 мин | Искључења     | 42 мин |       |       |
| 32     | Шутеви на гол | 21     |       |       |

| 24. април 2014. 20:00 | Румунија | 2 : 5 (0:1, 0:1, 2:3) | Литванија | Сименс арена, Вилњус Посетилаца: 5.687 |

|        |               |        |  |  |
|        |               |        |  |  |
| 33 мин | Искључења     | 20 мин |  |  |
| 22     | Шутеви на гол | 17     |  |  |

| 26. април 2014. 13:00 | Холандија | 9 : 1 (3:0, 2:0, 4:1) | Румунија | Сименс арена, Вилњус Посетилаца: 1.009 |

| Извор | Извор         | Извор | Извор | Извор |
| ----- | ------------- | ----- | ----- | ----- |
|       |               |       |       |       |
|       |               |       |       |       |
| 6 мин | Искључења     | 4 мин |       |       |
| 33    | Шутеви на гол | 17    |       |       |

| 26. април 2014. 16:30 | Уједињено Краљевство | 4 : 2 (0:0, 2:1, 2:1) | Пољска | Сименс арена, Вилњус Посетилаца: 3.206 |

| Извор  | Извор         | Извор  | Извор | Извор |
| ------ | ------------- | ------ | ----- | ----- |
|        |               |        |       |       |
|        |               |        |       |       |
| 10 мин | Искључења     | 14 мин |       |       |
| 34     | Шутеви на гол | 24     |       |       |

| 26. април 2014. 20:00 | Литванија | 2 : 3 (0:0, 1:2, 1:1) | Хрватска | Сименс арена, Вилњус Посетилаца: 7.500 |

| Извор  | Извор         | Извор  | Извор | Извор |
| ------ | ------------- | ------ | ----- | ----- |
|        |               |        |       |       |
|        |               |        |       |       |
| 16 мин | Искључења     | 16 мин |       |       |
| 30     | Шутеви на гол | 17     |       |       |

|  | Пласман у Пласман у Дивизију I, група А 2015.   |
|  | Пласман у Испали у Дивизију II, група А у 2015. |

| #  | Репрезентација       | Ут | П | Ппр | Ипр | И | ГД | ГП | ГР  | Бод |
| -- | -------------------- | -- | - | --- | --- | - | -- | -- | --- | --- |
| 1. | Пољска               | 5  | 4 | 0   | 0   | 1 | 21 | 8  | +13 | 12  |
| 2. | Хрватска             | 5  | 3 | 1   | 0   | 1 | 16 | 9  | +7  | 11  |
| 3. | Литванија            | 5  | 3 | 0   | 0   | 2 | 15 | 9  | +6  | 9   |
| 4. | Уједињено Краљевство | 5  | 3 | 0   | 2   | 2 | 13 | 12 | +1  | 9   |
| 5. | Холандија            | 5  | 1 | 0   | 0   | 4 | 13 | 18 | -5  | 3   |
| 6. | Румунија             | 5  | 0 | 0   | 1   | 4 | 7  | 29 | -22 | 1   |

#### Појединачне награде
- Појединачне награде према органитационом одбору турнира:
  - Најбољи голман:  Пржемислав Одробни
  - Најбољи одбрамбени играч:  Алан Летанг
  - Најбољи нападач:  Даинијус Зубрус

Извор: 

#### Најефикаснији играчи
Листа је формирана на основу укупног броја освојених поена, а тек онда на основу броја постигнутих голова.
| Хокејаш              | Ута. | Гол | Асис | Бод | +/− | Мин. | Поз |
| -------------------- | ---- | --- | ---- | --- | --- | ---- | --- |
| Даинијус Зубрус      | 5    | 2   | 7    | 9   | +7  | 4    | Н   |
| Донатас Кумелиаускас | 5    | 4   | 4    | 8   | +7  | 16   | Н   |
| Лешек Лашкјевич      | 5    | 4   | 3    | 7   | +5  | 4    | Н   |
| Кржиштоф Запала      | 5    | 0   | 7    | 7   | +3  | 6    | Н   |
| Колин Шилдс          | 5    | 5   | 1    | 6   | +2  | 0    | Н   |
| Арнолдас Босас       | 5    | 4   | 2    | 6   | +6  | 10   | Н   |
| Павел Дрониа         | 5    | 2   | 4    | 6   | +2  | 4    | О   |
| Марцин Колуш         | 5    | 3   | 2    | 5   | +2  | 0    | Н   |
| Дарио Костовић       | 5    | 2   | 3    | 5   | +1  | 2    | Н   |
| Алан Летанг          | 5    | 1   | 4    | 5   | +2  | 2    | О   |

Извор: 

#### Голманска статистика
На листи се налази 5 најуспешнијих голамана базирано на проценту њихових одбрана (одиграли најмање 40% целокупног времена свог тима).
| Голман             | Мин.   | ПГ | ППГ  | ШНГ | О%    | БПГ |
| ------------------ | ------ | -- | ---- | --- | ----- | --- |
| Пржемислав Одробни | 240:00 | 4  | 1.00 | 86  | 95.35 | 1   |
| Мате Томљеновић    | 303:16 | 8  | 1.58 | 146 | 94.52 | 2   |
| Мантас Армалис     | 298:42 | 9  | 1.81 | 115 | 92.17 | 1   |
| Бен Боунс          | 252:28 | 8  | 1.90 | 100 | 92.00 | 0   |
| Адриан Катринои    | 164:11 | 12 | 4.39 | 109 | 88.99 | 0   |

Извор: 